# 让·保罗·阿卡耶苏
让·保罗·阿卡耶苏（Jean-Paul Akayesu，1953年—)是卢旺达前教师、学校督学和共和民主运动政治人物，他因煽动卢旺达种族灭绝而被判犯有种族灭绝罪。1993年4月至1994年6月，他担任吉塔拉马省塔巴乡乡长。
在1994年卢旺达种族灭绝期间，许多圖西人在塔巴乡被杀害，阿卡耶苏不仅不制止杀戮，还亲自监督他人杀害多名图西人。他还向其他胡图人提供一份死亡名单，并下令挨家挨户搜查图西人。
1995年10月，阿卡耶苏在赞比亚被捕，赞比亚成为第一个向卢旺达问题国际刑事法庭引渡罪犯的非洲国家。
1998年10月2日，让·保罗·阿卡耶苏因犯有9项种族灭绝罪、多项危害人类罪以及直接和公开煽动实施种族灭绝罪被卢旺达问题国际刑事法庭判处终身监禁。2001年12月9日，阿卡耶苏被转移至马里服刑。